# Erebia semenovi
Erebia semenovi är en fjärilsart som beskrevs av Andrej Nikolajewitsch Avinoff 1910. Erebia semenovi ingår i släktet Erebia och familjen praktfjärilar. Inga underarter finns listade i Catalogue of Life.